# Sistema Alto del Tejuelo
El Sistema Alto del Tejuelo es una red kárstica subterránea con más de 200 km de galerías y pozos situada en la Cordillera Cantábrica Oriental, en el macizo de Porracolina, entre los valles del río Miera y del río Asón. Es la red más extensa de España, la segunda europea y undécima mundial.´En mayo de 2025 contaba con 213.747 m de galerías exploradas, 626 m de desnivel y 20 entradas.
Recibe el nombre de la cima "Alto del Tejuelo" de altitud 950 m, situado geográficamente en la parte central del sistema.
La primera conexión entre cavidades se realizó en el año 1998 entre la Torca de la Canal y la Cueva de los Moros y la más reciente a principios de 2024 entre la Torca Aitken y la Torca de las Hormigas.
Las exploraciones espeleológicas de nuevas cavidades en la comunidad de Cantabria están reguladas. Los grupos que oficialmente exploran en el sistema se agruparon para formar el Colectivo del Alto del Tejuelo y siguen cartografiando nuevos pasajes en cada entrada. Las principales exploraciones son llevadas a cabo por los grupos Proteus Explo de Cantabria, ACE de Mataró, Spekul de Bélgica, SECJA de Alcobendas, E.C. Sabadell de la UE Sabadell y el Espéleo Club Muntanyenc Barcelonés.

## Situación
El Sistema subterráneo Alto del Tejuelo se encuentra ubicado en la parte oriental de la cordillera Cantábrica, en el macizo del Porracolina.

Los límites hidrográficos donde se desarrolla son: el Río Miera al oeste, el Río Asón al este y el Río Bustablado al norte.
Administrativamente pertenece a la Comunidad de Cantabria. Está a caballo entre las comarcas de Asón-Agüera y Trasmiera. Se desarrolla íntegramente dentro de los términos municipales de Arredondo, Miera y el barrio de Calseca (perteneciente a Ruesga).
A nivel de protección medio ambiental, está dentro de la "Zona Especial de Conservación Montaña Oriental". Esta ZEC es un espacio natural protegido, designado por su alto valor ecológico y de biodiversidad, y forma parte de la Red Natura 2000 de la Unión Europea.
La Mancomunidad de Municipios Sostenibles de Cantabria (MMS), con el apoyo del Gobierno de Cantabria y la Universidad de Cantabria, han propuesto 19 municipios en el entorno de los ríos Miera y Asón para la candidatura del "Geoparque "Valles de Cantabria" La propuesta quiere incluir este entorno dentro de la red Mundial de geoparques de la UNESCO en el marco del proyecto europeo ATLANTIC-GEOPARKS.

## Contexto Geológico del Sistema Alto del Tejuelo

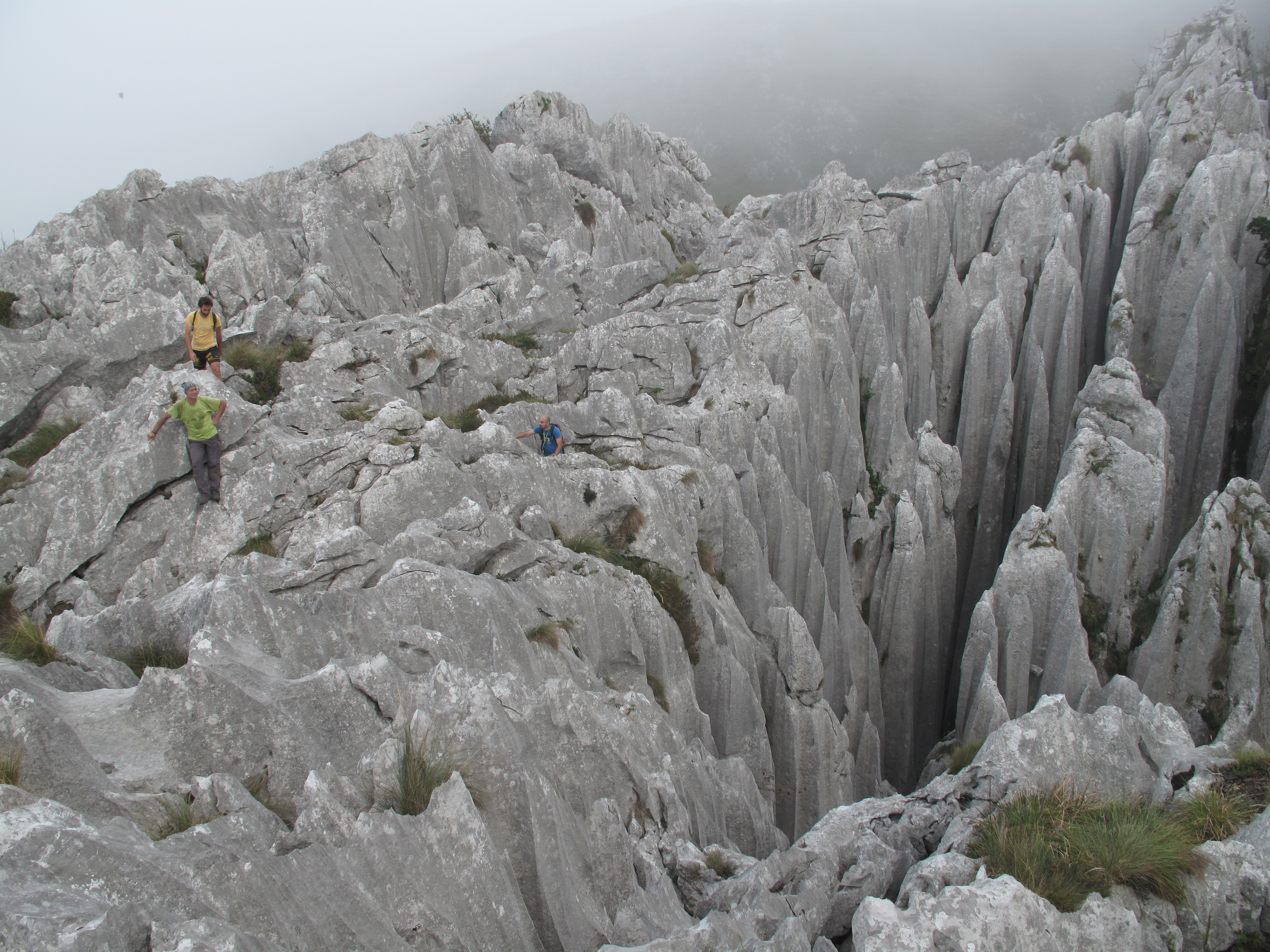
Lapiaz de agujas en el Alto del Tejuelo

El macizo del Porracolina forma parte de la Cordillera Cantábrica y está formado por una serie sedimentaria de unos 2000 metros de potencia, con una litología en la que predominan las formaciones o unidades calizas, con intercalaciones menos potentes de niveles de areniscas. Estos sedimentos se depositaron durante el cretácico inferior, en un surco sedimentario o graben delimitado por la falla de Ubierna y el Escudo de Cabuérniga, con una cronología que abarca desde el Barremiense superior hasta el Albiense medio. En la mayor parte del área en la que se extiende el sistema Alto del Tejuelo, aflora una serie estratigráfica marina, depositada en un mar tropical durante el Aptiense y el Albiense (complejo Urgoniano), con una potencia de hasta 900 m. La parte inferior de esta serie, compuesta por un paquete de calizas masivas arrecifales, aflora en la mayor parte del área exceptuando los relieves más altos, en los que la erosión aún no ha desmantelado la parte superior de la serie. Esta parte superior está formada por una alternancia de calizas y areniscas. Todo este conjunto descansa sobre una serie estratigráfica continental impermeable arcilloso-arenosa (facies Weald) de edad Barremiense. Las calizas arrecifales del complejo Urgoniano, son las responsables de la ausencia de redes de drenaje superficial a favor de una rápida infiltración de las aguas. Esta se hace a través de los gigantescos lapiaces (conocidos en la zona con el nombre de “garmas”) característicos del modelado kárstico superficial que sufren estas calizas masivas. Aun así, la geomorfología de la zona no se podría entender sin tener en cuenta el papel que jugaron los glaciares con su erosión mecánica, así como la acumulación de sedimentos de morrena que depositaron.
En cuanto al endokarst, la tectónica ha jugado un papel decisivo en la formación de las redes subterráneas. Fases compresivas y fases distensivas producidas a lo largo de la orogenia alpina, originaron pliegues y sistemas de fallas respectivamente, que han condicionado las direcciones actuales del drenaje del macizo desde las cabeceras hacia las surgencias. El macizo está formado por un gran anticlinal (anticlinal de Socueva), de eje OSO-ENE, hecho que provoca que los estratos del flanco norte del anticlinal bucen principalmente hacia el norte y los del flanco sur hacia el ESE. Existe un importante sistema de fallas normales que han partido el macizo en un gran número de bloques. El sistema de fallas principal sigue una dirección paralela al eje del anticlinal. La más importante es la llamada falla del Bucebrón, que va de Selaya hasta Arredondo y coincide con el eje del gran anticlinal. La dirección de este sistema de fallas, conjugadas con otras de menor importancia de orientación NO-SE, determina las direcciones de las principales galerías subterráneas de la zona. La falla del Bucebrón hizo bajar el bloque del norte del anticlinal provocando un salto superior a los 100 m. El tándem anticlinal de Socueva y la falla del Bucebrón son los responsables que el macizo esté dividido en dos vertientes hidrográficas bien diferenciadas. Mientras que el lado norte de la falla drena las aguas hacia el valle de Bustablado, el lado sur las drena hacia el valle del Asón.
Los límites hidrográficos del macizo son pues, el valle del Miera al oeste, el valle de Bustablado al norte, el valle del Asón al este y al sur la alineación de picos como el del Fraile y el de Peña Lusa. Estos últimos son los responsables de la divisoria de aguas entre la cuenca Atlántica al norte y la cuenca del Ebro al sur, que tributa sus ríos hacia el mediterráneo.
Finalmente mencionar que durante el último período glacial el macizo estaba encajonado entre los dos grandes glaciares de la Lunada y del Asón. Dado que la solubilidad del CO2 crece a medida que disminuye la temperatura del agua, y con el incremento de concentración de CO2 se vuelve más ácida, durante las pulsaciones glaciales es cuando se alcanzó la máxima karstificación. Durante este período, el agua proveniente del glaciar de la Lunada se infiltraba y cruzaba el macizo, aprovechando el sinclinal de Socueva. El agua fue disolviendo la roca caliza formando grandes niveles de galerías en cotas muy concretas, condicionadas por el nivel del mar, puesto que éste controla el nivel de base de los valles. De esta manera se pueden diferenciar con bastante precisión dos niveles de grandes galerías a 600 msnm y 470 msnm, fruto de los cambios eustáticos sufridos a lo largo de las  diferentes pulsaciones glaciales. Por otro lado, los glaciares dejaron importantes acumulaciones de depósitos de morrena, algunos de ellos hasta la cota 350 m de altitud, los de la cota más baja de la península ibérica. Se cree que los grandes sumideros del Miera fueron rellenados por estos depósitos de morrena, motivo por el cual actualmente no son accesibles a los espeleólogos.

## Hidrología y Morfología
Hidrológicamente dentro del Sistema hay dos cuencas bien diferenciadas:

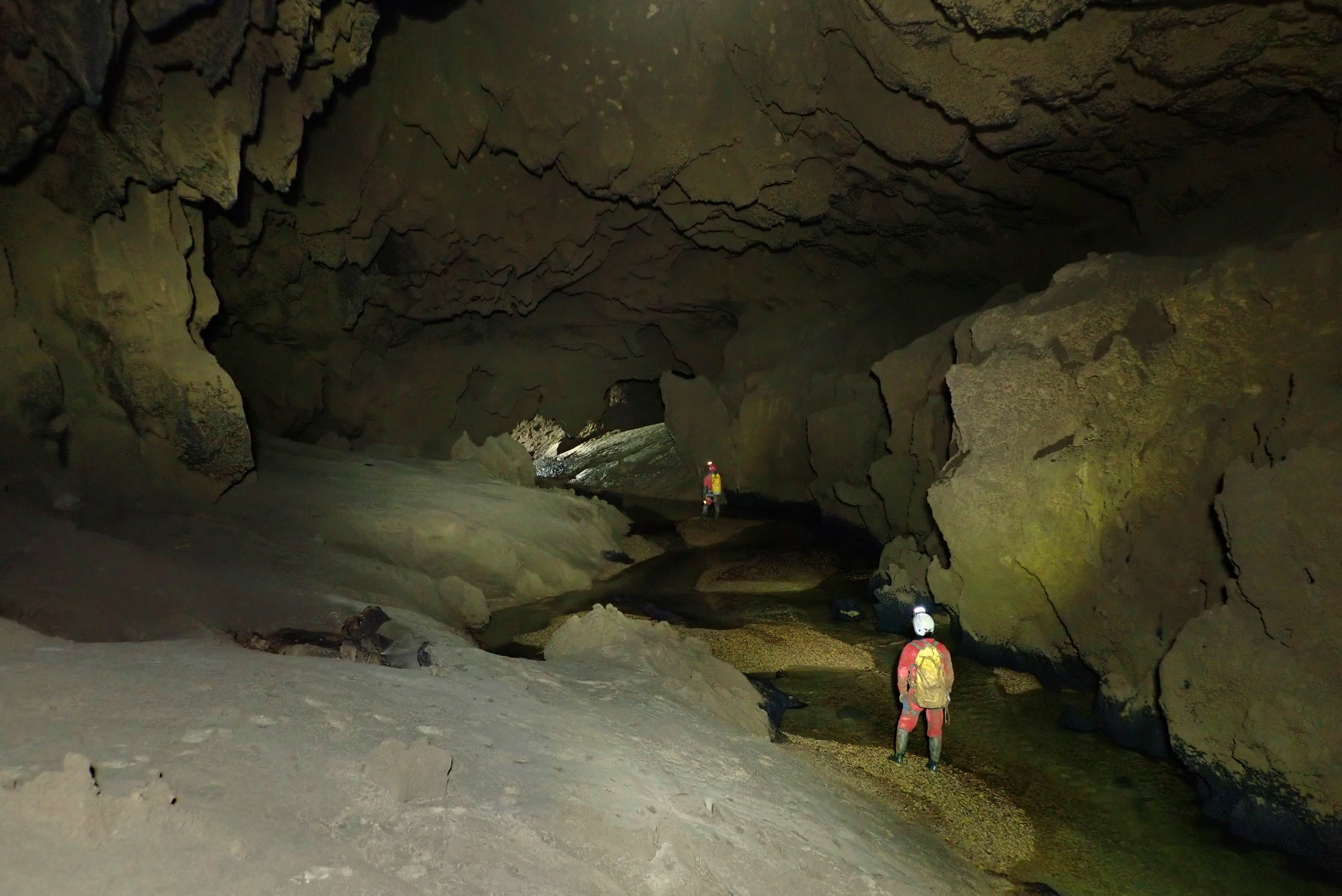
Río Eulogio en su parte final antes del sifón

- El Río Eulogio que tiene sus cabeceras en el Valle del Miera se dirige hacia el este y presumiblemente tendría su salida al valle en la surgencia de Cubiobramante, debajo de la Cueva de la Cayuela.[7]
- El Río del Canto Encaramado que se dirige hacia el norte y presumiblemente se encaminaría hacia la surgencia del Molino rodeando por el norte la población de Bustablado.[7]

#### Espeleogénesis. Proceso de cavernamiento excepcional.
La región del Alto-Asón, donde se desarrolla el Sistema Alto del Tejuelo, destaca por tener una alta densidad de cuevas.
En esta área se encuentran los tres sistemas con más desarrollo de España: el Sistema Alto del Tejuelo con 213 km, el Sistema del Mortillano de 148 km y el Sistema de la Gándara de 119 km. Estos son solo los principales. En los alrededores también hay sistemas igualmente importantes que se sitúan entre las 50 mayores cavidades por desarrollo de España: Sistema Cueto-Bucebrón-Corzo-Coventosa-Cubera con 37 km, Sistema Tibia-fresca-Calleja del Tojo de 26 km, Tonio-Humos-Cayuela de 21 km, Sistema Peña del Trillo-La trasmasquera de 19 km, Cueva del Hoyo Salcedillo de 19 km y la cueva del Lobo de 15 km.
Al Norte del Asón, hay otra zona excepcionalmente prolífica en fenómenos Kársticos: el Sistema de los Cuatro Valles con 77 km, Cueva Vallina de 39 km, Sistema Vega Sur de 35 km.

## El sistema
El sistema cuenta con 20 entradas principales. Todas ellas se sitúan en lo alto del macizo y son parte del área de absorción de las dos redes activas subterráneas encontradas hasta el momento.
Las entradas al sistema son:

#### Torca de la Canal.[9]
| Sinónimos | Municipio        | Cota entrada | Desarrollo | Conexiones                           |
| --------- | ---------------- | ------------ | ---------- | ------------------------------------ |
| SCD759    | Calseca (ruesga) | 650 m        | 41.771 m   | 1998 - Cueva de los Moros            |
| C298      |                  |              |            | 2002 - Torca del Riañon              |
|           |                  |              |            | 2016 - Grande de la Mazuela (Plan B) |

Torca situada en el valle de Bordillas a 650 m sobre el nivel del mar. Fue descubierta por Spéléo Club de Dijon en 1995. Tras abandonar este grupo la exploración con 17 Km de recorrido lo retoman Proteus, SECJA y Spekul en el año 2013. Actualmente sigue en exploración.
El acceso a los pisos inferiores se hace a través de un pozo 146 m. Las galerías presentan anchuras comprendidas entre 20 y 30 m. En su interior se encuentra uno de los grandes colectores del sistema, el río Eulogio, con una dirección predominante Noreste que se dirige a la surgencia de Cubíobramante, en la margen derecha del río Bustablado.

#### Cueva de los Moros.[10]
| Sinónimos | Municipio | Cota entrada | Desarrollo | Conexiones                |
| --------- | --------- | ------------ | ---------- | ------------------------- |
| SCD270    | Arredondo | 775 m        | 4.718 m    | 1998 - Torca de la Canal  |
| BU-111    |           |              |            | 2002 - Torca del Cotero   |
|           |           |              |            | 2006 - Torca de Bernallán |

Situada en Lavalle a 775 m sobre el nivel del mar. Fue descubierta por el SCD en 1975 y explorada hasta -75 donde la dieron por terminada. En 1992 animados por el propio SCD, ACE Mataró revisa la cavidad y encuentra una continuación que les lleva a -300 m y de allí al nivel fósil principal.
La entrada es un gran pórtico en una ladera y visible desde lejos. La vía principal lleva a -75 m donde la continuación no es practicable. Debajo del resalte de entrada se encuentra una sucesión de pequeños pozos que finalmente dan acceso a un gran pozo de 240 m con 3 resaltes. En la base, una estrecha fractura desfondada de 100 m de recorrido lleva a la zona fósil.
Desde la zona fósil se accede a la parte activa con un río permanente que sifona a los pocos metros. En 1996 se descubre otro nivel fósil a -400 m, este muy extenso. Dos años más tarde, desde aquí se conectaría a la Torca de La Canal por un segundo curso activo, el río de la Nécora, que desemboca en el río Eulogio.
En el mismo entramado de galerías, se conectaría con la Torca de Bernallán en la galería Ariadna.

#### Torca de Bernallán.[13][14][15]
| Sinónimos | Municipio | Cota entrada | Desarrollo | Conexiones                        |
| --------- | --------- | ------------ | ---------- | --------------------------------- |
| C378      | Arredondo | 930 m        | 23.785 m   | 2000 - Torca del Canto Encaramado |
| LM-7      |           |              |            | 2006 - Cueva de los Moros         |
| SCD353    |           |              |            | 2011 - Torca del Río Perdido      |
|           |           |              |            | 2019 - Torca de Escalones         |

El pozo de acceso se abre en el collado de Bernallán, entre La Muela y el Alto del Tejuelo.
Fue descubierta en el año 1982 por Espéleo Club de Gràcia (ECG) y en 1988, un colectivo compuesto por Asturianos y Cántabros (CADE, SEL y GEL) descubren el paso Cañibano, que da acceso a las grandes galerías. La cavidad se abandona con un desarrollo final de 3322 m y una profundidad de 581 m hasta 1996 cuando SECJA de Alcobendas retoma las exploraciones junto WOM y posteriormente SPEKUL de Bélgica,
Se sigue explorando hasta llegar a los 24 km de desarrollo actual y se consigue conectar con otras 4 cavidades colindantes: Cueva de los Moros, Torca del Canto Encaramado, Torca del Río Perdido (CA32) y Torca de los Escalones.
El acceso se encuentra a 930 msnm siendo el de mayor altura del sistema y, por tanto, el que da la cota más profunda, -626 m. Su entrada y descenso se caracteriza por su verticalidad y por la sucesión de grandes pozos que alcanzan la cota de - 450 m.
El río del Año del Perro es la cabecera del colector que lleva las aguas al margen derecho del río Bustablado. Destaca por sus dimensiones la Sala del Caballo, con 200 m de largo y 50 m de ancho.

#### Torca del Canto Encaramado[16]
| Sinónimos | Municipio | Cota entrada | Desarrollo | Conexiones                         |
| --------- | --------- | ------------ | ---------- | ---------------------------------- |
| C350      | Miera     | 650 m        | 44.928 m   | 2002 - Torca de Bernallán          |
| CL-208    |           |              |            | 2007 - Torcón del Haya             |
| SCD839    |           |              |            | 2012 - Torca del Pasillo           |
|           |           |              |            | 2013 - Sumidero de Calleja Lavalle |
|           |           |              |            | 2018 - Torca del Tejo              |

Localizada en 1992 por los grupos Deportes Espeleo y Korokotta, es explorada hasta 1997 en colaboración con otros clubes consiguiendo 16 km de desarrollo y 387 m de profundidad.
Cuando se conecta la Torca de Bernallán con la Torca del Canto Encaramado, se decide realizar un nuevo levantamiento topográfico con el propósito de añadir con mayor exactitud los nuevos descubrimientos.
Hasta mayo de 2024, se ha conseguido en esta cavidad el mayor desarrollo del sistema, con aproximadamente 45 km y una profundidad de 403 m. 
Está conectada a la Torca de Bernallán, al Torcón del Haya, a la Torca del Pasillo, al Sumidero de Calleja Lavalle y a la Torca del Tejo.
Su desarrollo es muy complejo. Posee grandes volúmenes con salas y galerías interminables. En su interior se encuentra un gran colector, el Cañón de Poseidón, que dirige supuestamente sus aguas a la surgencia del Molino, en la margen izquierda del río Bustablado. En ellas se pueden localizar zonas con abundantes espeleotemas así como numerosos restos de esqueletos. 

#### Torca del Cotero
| Sinónimos  | Municipio | Cota entrada | Desarrollo | Conexiones                           |
| ---------- | --------- | ------------ | ---------- | ------------------------------------ |
| BU-141/144 | Arredondo | 720 m        | 10.337 m   | 1998 - Cueva de los Moros            |
| SCD1128    |           |              |            | 2002 - Torca del Riañon              |
|            |           |              |            | 2016 - Grande de la Mazuela (Plan B) |

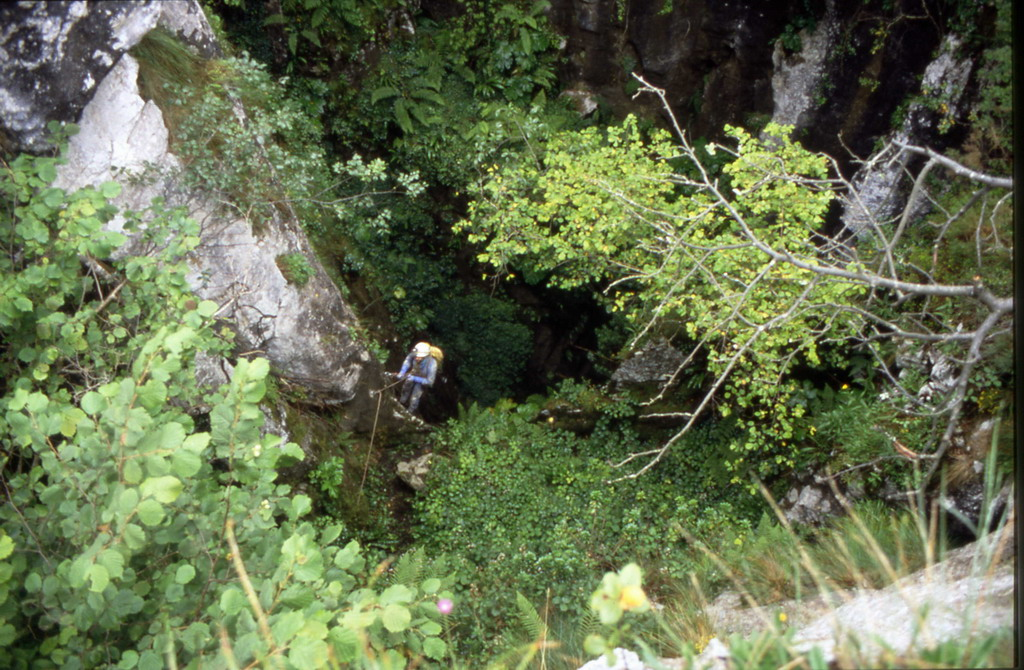
Pozo acceso a la Torca del Cotero.

Su acceso principal es un magnífico P80 que da acceso directo al nivel fósil situado a 600 msnm. Este se caracteriza por galerías de entre 15 y 20 m de ancho en dirección oeste. Al final de este nivel se encuentran caos de bloques muy compactos.
Se tardaron dos años para encontrar el pequeño acceso a los niveles fósiles inferiores. Estos niveles son muy complejos con constantes subidas y bajadas.

#### Torca de las Yeguas.
| Sinónimos | Municipio | Cota entrada | Desarrollo | Conexiones              |
| --------- | --------- | ------------ | ---------- | ----------------------- |
| VT-203    | Arredondo | 650 m        | 2.263 m    | 2014 - Torca del Cotero |
| C1018     |           |              |            |                         |
| SCD242    |           |              |            |                         |

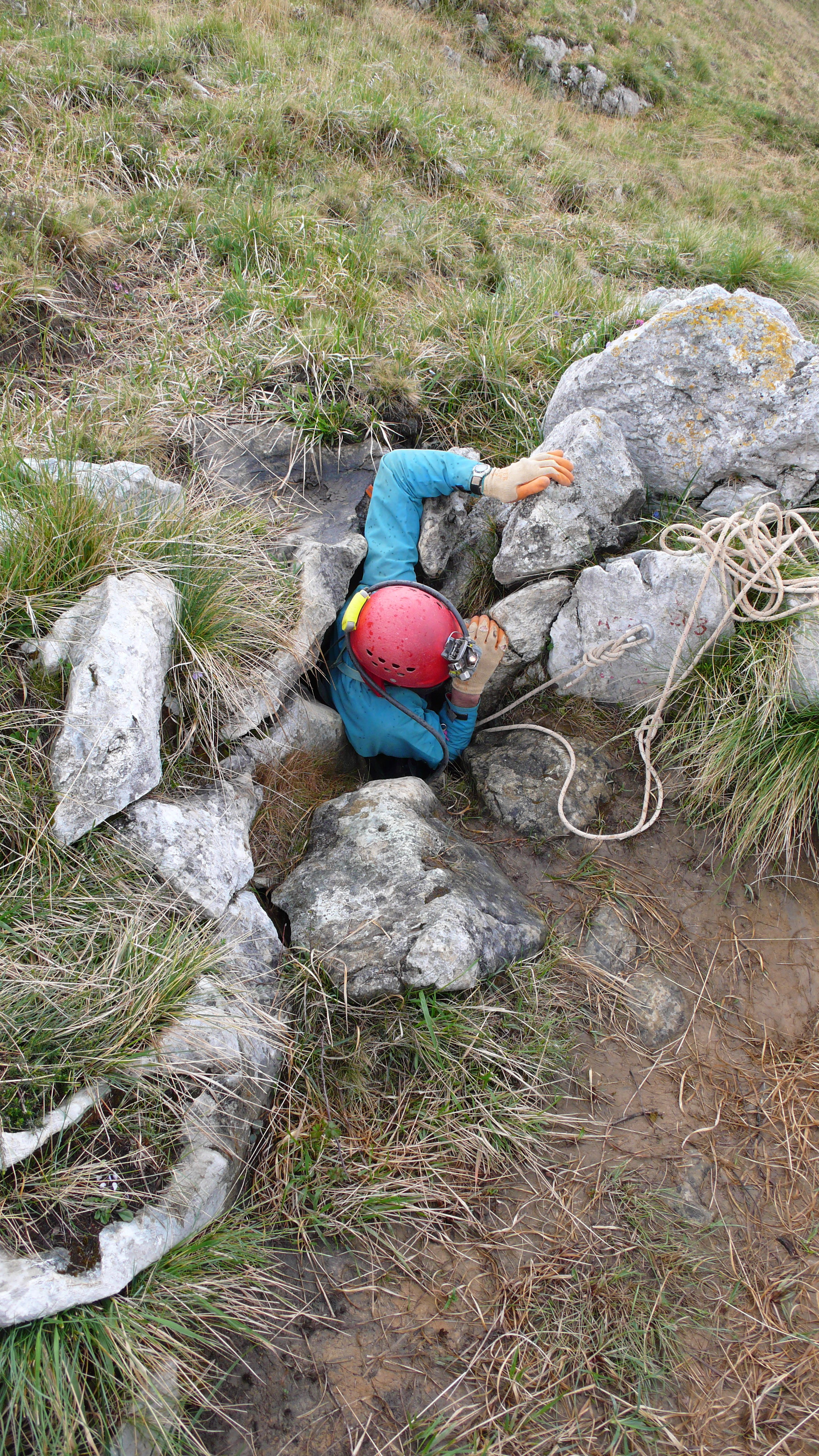
Entrada a la Torca de las Yeguas. Sistema Alto del Tejuelo

La Torca de las Yeguas es una minúscula entrada situada en el lugar de "la Albericia". Recibe la visita del ganado que acude allí para refrescarse con el aire frio que exhala en verano, y de ahí viene el nombre que le dan los lugareños.
Una vertical de 50 m lleva al mismo nivel 600 de la Torca del Cotero. En ese nivel se desarrollan galerías de más de 20m de ancho. En el contacto con las galerías de la Torca del Cotero un enorme caos de bloques corta la progresión. Después de numerosos intentos en 2014 se encuentra un paso entre bloques que une las dos cavidades.
La máxima profundidad se alcanza por medio de un meandro vertical que termina cegado a -214 m. Este meandro está muy próximo a las galerías de la Torca Aitken. A pesar de los intentos, no se han logrado conectar estas dos cavidades en este punto.

#### Sumidero de Calleja Lavalle.[18]
| Sinónimos | Municipio | Cota entrada | Desarrollo | Conexiones                      |
| --------- | --------- | ------------ | ---------- | ------------------------------- |
| CL-200    | Arredondo | 665 m        | 3.938 m    | 2013 Torca del Canto Encaramado |
| SCD838    |           |              |            |                                 |

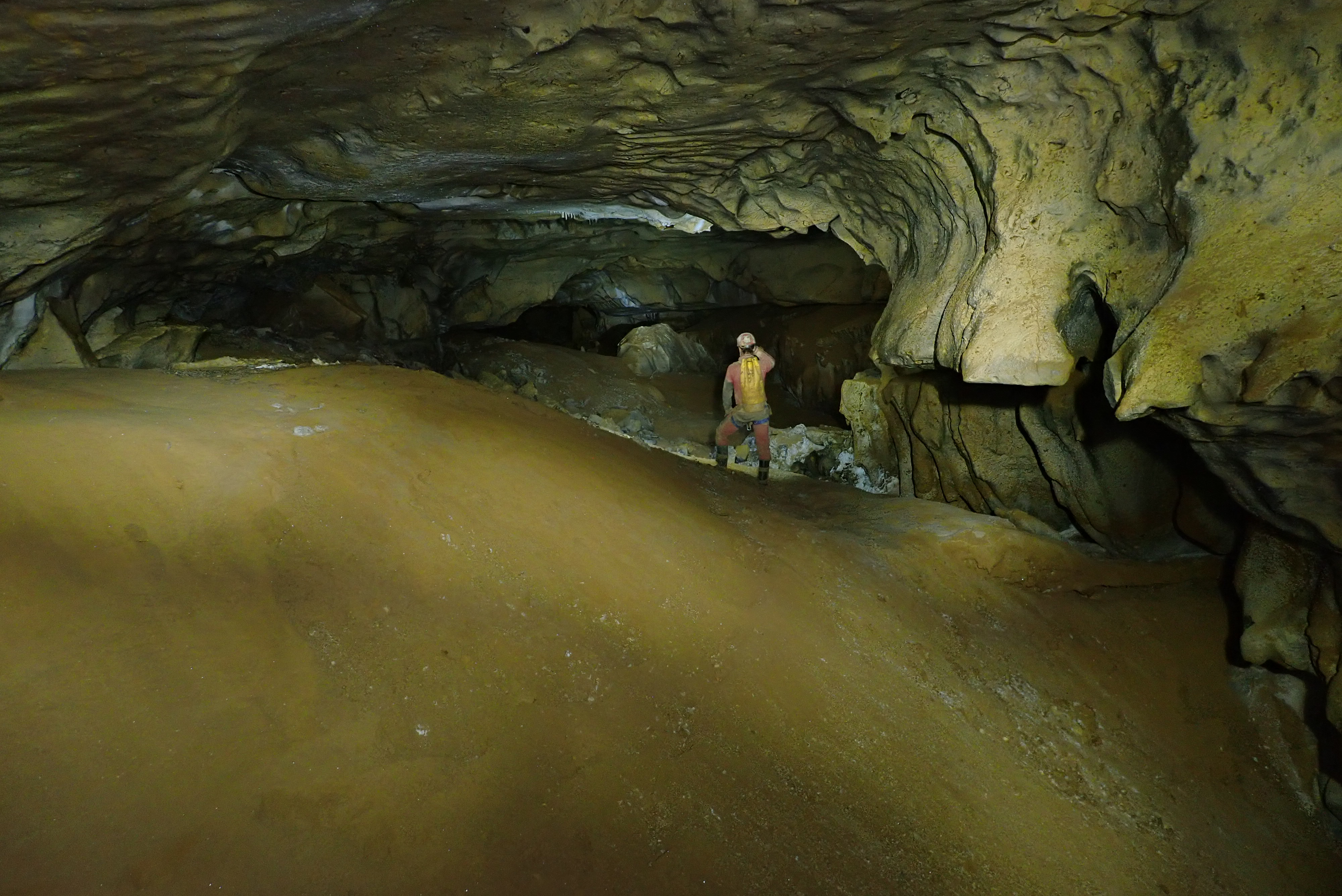
Galería de las Agujas de Cristal. Torca Grande de la Mazuela

La cavidad se abre en el lugar denominado Lavalle. La entrada es una empinada dolina en cuyo fondo se abre el pozo de entrada. A partir de ese pozo la cavidad se hace estrecha y meandriforme. La verticalidad termina en el nivel fósil de 470 msnm, donde se abre una importante galería.
Desde la galería se accede a un nivel activo que sifona a los pocos metros. Es en este nivel donde el grupo SPEKUL conectó con la Torca del Canto Encaramado.

#### Torca de Riañón[19]
| Sinónimos | Municipio        | Cota entrada | Desarrollo | Conexiones               |
| --------- | ---------------- | ------------ | ---------- | ------------------------ |
| SCD751    | Calseca (ruesga) | 885 m        | 3.037 m    | 2002 - Torca de la Canal |
| C368      |                  |              |            |                          |

Descubierta en 1994 por el Spéléo Club Dijon en la ladera de La Muela. Un primer tramo vertical de tan solo 100 m lleva a un curso activo que se desliza por un estrato de areniscas. Finalmente el río encuentra paso a cotas inferiores y cae a niveles inferiores por medio de verticales pozos. En la base de estos pozos se encuentra con las galerías de la Torca de la Canal.

#### Torca Grande de la Mazuela o Torca Plan B de Muriel.[20][21]
| Sinónimos | Municipio | Cota entrada | Desarrollo | Conexiones               |
| --------- | --------- | ------------ | ---------- | ------------------------ |
| BU-121    | Arredondo | 719 m        | 34.147 m   | 2016 - Torca de la Canal |
| SCD2294   |           |              |            |                          |

La cavidad se abre en el lugar de la Mazuela, al sur de Bustablado. Una sucesión de pozos lleva al nivel fósil principal a -276 m. Este nivel fósil se encuentra a 100 metros por encima del colector que proviene de la Torca de la Canal: el Río Eulogio.
Originariamente la exploración del Río Eulogio se realizaba desde la Torca de la Canal, pero desde el descubrimiento de la Torca Grande de la Mazuela, este acceso es el más conveniente. Se han explorado numerosos afluentes del colector principal destacando por extensión el Arroyo de los Troglobios, el más meridional de los aportes.
En el nivel fósil principal se descubre una importante red de galerías que conecta con la Sala del Tripotanus en la Torca de la Canal.

#### Torca del Río Perdido
| Sinónimos | Municipio        | Cota entrada | Desarrollo | Conexiones               |
| --------- | ---------------- | ------------ | ---------- | ------------------------ |
| CA-32     | Calseca (ruesga) | 790 m        | 3.671 m    | 2011- Torca de Bernallán |
| C320      |                  |              |            |                          |
| SCD916    |                  |              |            |                          |

Nombrada en 1996 por sus descubridores Dijon Spéléo (DS) con las siglas CA32, en sus notas reflejaron la existencia de un pozo de 30 m sin descender.
A partir del año 2000, miembros del Grupo de Espeleología SECJA, titulares de la zona, retoman la exploración y encuentran continuación en una ventana del pozo de entrada. Posteriormente Spekul y Proteus, tras sucesivas incursiones, logran finalmente la cota de -362 m alcanzando un desarrollo próximo a los 4 km.
En 2011 se conecta con la Torca de Bernallán por el Noreste a través de angostos pasillos. Características más destacables: el paso clave "El Paso del Cortafríos", "El Pozo de la Flamenca" de 106 m, en honor a una compañera Belga desaparecida, "La Sala Bordillas” y “La Sala del Corte" y, un río, "El Río Perdido".

#### Torca Escalones o Torca de los Tres Ojos.
| Sinónimos | Municipio | Cota entrada | Desarrollo | Conexiones                |
| --------- | --------- | ------------ | ---------- | ------------------------- |
| SCD 2201  | Arredondo | 704 m        | 8539       | 2019 - Torca de Bernallán |
| C913      |           |              |            | 2023 - Torca Sin Humo     |
| CL-125    |           |              |            |                           |

Esta torca se inicia en el lugar del Vallurgo en Canal del Haya, a 704 m sobre el nivel del mar. Descubierta en febrero de 2015 por espeleólogos franceses. Estos mismos espeleólogos exploran hasta -223 m y la dan por terminada en julio de 2016.
Proteus retoma la exploración en 2018 y descubre un entramado de grandes galerías en el nivel fósil principal. A final de año ya habían explorado más de 4 km de galerías.

#### Torca del Pasillo.
| Sinónimos | Municipio | Cota entrada | Desarrollo | Conexiones                        |
| --------- | --------- | ------------ | ---------- | --------------------------------- |
| SCD1339   | Arredondo | 575 m        | 5312 m     | 2012 - Torca del Canto Encaramado |
| C939      |           |              |            |                                   |

Es la entrada más baja del sistema, a 575 m sobre el nivel del mar. Descubierta en 2009 por espeleólogos franceses. En esta cavidad, el 11 de agosto de 2012 Ludovic Guillot bucea un corto sifón aguas arriba y al otro lado encuentra las cuerdas de los grupos Spekul-SECJA de la torca del Canto Encaramado. La exploración se deja en 2017 con un recorrido de 5.500 m.

#### Torcón del Haya.[23][24][25]
| Sinónimos   | Municipio | Cota entrada | Desarrollo | Conexiones                        |
| ----------- | --------- | ------------ | ---------- | --------------------------------- |
| CL-11/CL-12 | Arredondo | 793 m        | 450 m      | 2007 - Torca del Canto Encaramado |
| SCD851      |           |              |            |                                   |
|             |           |              |            |                                   |

La entrada se abre entre los pináculos del lapiaz de Canal del Haya. Se trata de un pozo que a -100 m se une con una gran chimenea formando un vasto pozo que en total baja 274 m. Hay un pozo paralelo (CL-12) que se une al principal a -70 m. En el fondo del gran pozo se puede descender por una estrecha fisura hasta -300. Es por esta fisura por donde los exploradores de la Torca del Canto Encaramado la conectaron al sistema.

#### Torca del Tejo.
| Sinónimos | Municipio | Cota entrada | Desarrollo | Conexiones                        |
| --------- | --------- | ------------ | ---------- | --------------------------------- |
| C355      | Miera     | 812 m        | 743 m      | 2018 - Torca del Canto Encaramado |

Torca parcialmente explorada. En 2017 uno de los exploradores muestra la Torca a miembros de SECJA. CEA Aragón se interesa por la exploración de esta Torca y con permiso de los titulares de zona en Semana Santa inician las exploraciones. A los pocos días, a -317 m se termina conectando con la Torca del Canto Encaramado.

#### Torca de las Hormigas.[26]
| Sinónimos | Municipio | Cota entrada | Desarrollo | Conexiones |
| --------- | --------- | ------------ | ---------- | ---------- |
| TB60      | Arredondo | 625 m        | 5671 m     |            |
| C1042     |           |              |            |            |

Descubierta por el un interclub francés en verano de 1993.

#### Torca TB41.
| Sinónimos | Municipio | Cota entrada | Desarrollo | Conexiones |
| --------- | --------- | ------------ | ---------- | ---------- |
| TB41      | Arredondo | 640 m        | 386 m      |            |
| C1043     |           |              |            |            |

#### Torca Sin Humo o Torca del Osezno.
| Sinónimos | Municipio | Cota entrada | Desarrollo | Conexiones             |
| --------- | --------- | ------------ | ---------- | ---------------------- |
| SCD1613   | Arredondo | 693 m        | 1273 m     | 2023 - Torca Escalones |
| C1007     |           |              |            |                        |

En 2022 PROTEUS retoma la exploración de esta cavidad.

#### Torca Maxou Picchu.
| Sinónimos | Municipio | Cota entrada | Desarrollo | Conexiones |
| --------- | --------- | ------------ | ---------- | ---------- |
| SCD1184   | Arredondo | 647 m        | 1827 m     |            |
| C1034     |           |              |            |            |

#### Torca del Viento.
| Sinónimos | Municipio | Cota entrada | Desarrollo | Conexiones          |
| --------- | --------- | ------------ | ---------- | ------------------- |
| C974      | Arredondo | m            | 258 m      | 2020 - Torca Aitken |

Cavidad descubierta en 2016 y descendida hasta un meandro muy estrecho: Meandro del Infierno. Se caracteriza por la fuerte corriente de aire.
Durante un periodo de casi 4 años se suspende la exploración. En verano de 2020 se regresa para proseguir explorando hasta la cota -130 m.
En octubre de 2020, a -170 m se conecta con la Torca Aitken cerca de la base de pozos.

#### Torca de Aitken.
| Sinónimos | Municipio | Cota entrada | Desarrollo | Conexiones                   |
| --------- | --------- | ------------ | ---------- | ---------------------------- |
| SCD1276   | Arredondo | 632 m        | 16814 m    | 2024 - Torca de las Hormigas |
| C949      |           |              |            |                              |

## Historia de las Exploraciones
Las primeras exploraciones científico-deportivas se llevan a cabo durante la década de los 50 y 60, principalmente por grupos franceses: Spéléo Club Dijon. Entre otras explora Cueva Coventosa y Cayuela en los valles del Asón y Bustablado, respectivamente. En julio de 1976 S.E.S. del C.E. Puigmal de Barcelona realiza la primera campaña en la parte alta del macizo (Alto del Tejuelo) y solicita el permiso de la Diputación de Santander. En 1978 S.E.S. decide abandonar la zona y E.C. de Gràcia obtiene el permiso para continuar las exploraciones.
La historia del Sistema actual se inicia cuando se consigue llegar a un gran nivel de galerías fósiles situado en torno a los 470 m sobre el nivel del mar. Este nivel resultará ser clave para conectar las diferentes cavidades. La primera incursión en este nivel se realizaría en la Torca de Bernallán cuando 1986 un colectivo Cántabro-Asturiano descubre el paso clave, "El Paso Cañibano". En la Torca del Canto Encaramado en 1992, otro colectivo llega al mismo nivel 470 y descubre grandes galerías. También en 1992 ACE Mataró encuentra el acceso al nivel fósil principal en la Cueva de los Moros.
En 1996 el Club SECJA retomara las exploraciones en la Torca Bernallán donde rápidamente se dieron cuenta del potencial de este nivel fósil.

### Hitos Históricos del Sistema Alto del Tejuelo
- 07-1976. SES descubre la zona y desciende varias torcas, entre ellas La Torca Tapada con un pozo de más de 100 m de profundidad.
- 08-1976. SCD descubre la Torca de las Pasadas, primera gran vertical de la zona.[25]
- 1979. SCD descubre la Cueva de los Moros y explora hasta -75 m.
- 1980. ECG descubre el Torcón del Haya, pozo directo de -274 m.[25]
- 04-1982. ECG descubre la entrada a la Torca de Bernallán y explora hasta -400 m.[25]
- S. Santa 1986. Un colectivo asturiano y cántabro hallan el paso Cañibano en la Torca de Bernallán, primer acceso al principal nivel de galerías fósiles de la zona.[28]
- 08-1989. ACEM entra en las Yeguas y descubre grandes galerías fósiles en el nivel fósil 600 m.
- 1990. ACEM consigue permiso de exploración de la zona del ECG y continúa sus trabajos.
- 2-06-1992. Un colectivo cántabro descubre el Sumidero de Calleja Lavalle.[30]
- 12-1992 El mismo colectivo cántabro descubre la Torca del Canto Encaramado.[17][31]
- 08-1992. ACEM descubre un nuevo acceso en la Cueva de los Moros que lleva a las galerías fósiles.[11][12]
- 07-1993. Un interclub francés (CDS 92) descubre la Torca de las Hormigas y explora hasta -230 m.[26]
- 08-1993. ACEM descubre el primer colector de la zona en la Cueva de Los Moros.[29]
- 04-1994. SCD descubre la Torca de Riañón.[19]
- 1-05-1995. SCD descubre la Torca de la Canal.[32]
- 1996. SECJA retoma las exploraciones en la Torca de Bernallán.[33][34]
- 2-08-1998. ACEM desde la Cueva de los Moros llega al Río Eulogio en la Torca de la Canal. Primera conexión de la zona.[35][36]
- 12-1999. ACEM descubre la entrada de la Torca del Cotero.[35]
- 2000. SECJA y SPEKUL descubren el Río de Bernallan[34]
- 2002. SCD conecta T. de Riañón con la Torca de la Canal.
- 16-02-2002. SECJA y SPEKUL conectan la Torca de Bernallán con la Torca del Canto Encaramado.[34]
- 08-12-2002. ACEM conecta la Torca del Cotero con la Cueva de Los Moros.[35]
- 06-2006. SECJA, SPEKUL y ACEM conectan la Torca de Bernallán con la Cueva de los Moros. El sistema resultante se pasa a llamar “Sistema del Alto del Tejuelo”.
- 6-4-2007. SECJA conecta la Torca del Canto Encaramado con el Torcón del Haya.
- 09-2011. SECJA conecta la Torca del Río Perdido con la Torca de Bernallán.
- 08-2012. SCD Supera el sifón de la Torca del Pasillo y conecta con el Canto Encaramado.
- 13-9-2013. SPEKUL conecta la Torca del Canto Encaramado con el sumidero de Calleja Lavalle.
- 4-4-2015. ACEM, con la colaboración de SECJA, SPEKUL, PROTEUS y GES del CMB conectan la Torca del Cotero con la Torca de las Yeguas.
- 6-8-2016. Espeleólogos franceses de diversos grupos conectan la Torca Grande de la Mazuela con el Colector de la Torca de la Canal (río Eulogio).[32]
- 31-03-2018. PROTEUS y CEA de Aragón conectan la Torca del Tejo con el Canto Encaramado.
- 2-2-2019. PROTEUS y SECJA conectan la Torca de Escalones con la Torca de Bernallán.
- 17-10-2020. PROTEUS y SECJA conecta Torca del Viento con Torca Aitken.
- 9-9-2023. PROTEUS desde la Torca Sin Humo conecta el Sistema de Canal del Haya con la Torca de Escalones, añadiendo 4 entradas más al SAT y 8,5 km de recorrido.
- 13-01-2024. PROTEUS, SECJA y SPEKUL conectan la Torca Aitken con la Torca de las Hormigas sumando más de 13 km de recorrido al SAT. El Sistema supera los 200 km de desarrollo.

## El Colectivo Alto del Tejuelo
El Colectivo Alto del Tejuelo se constituyó ante la necesidad de unificar los trabajos de los diversos grupos que exploraban el Sistema de forma oficial. El momento fundacional del Colectivo lo marcó la unión de los protosistemas Riañon-Canal-Moros-Cotero y Bernallán-Canto Encaramado el 10 de julio de 2006.
Forman parte del colectivo los grupos que exploran con permiso de la Consejería de Cultura, Turismo y Deporte del Gobierno de Cantabria, para las zonas en que se incluye el sistema. Estos grupos son:
- SECJA de Alcobendas.
- PROTEUS Explo de Cantabria
- Speleologieclub K.U.Leuven - University of Leuven, Belgium.
- Agrupació Científico-Excursionista de Mataró.

El colectivo pone a disposición toda la información de lo relacionado con el Sistema Alto del Tejuelo en su web oficial. para su consulta.

## Requisitos para explorar cavidades en la Comunidad de Cantabria
En Cantabria, para garantizar la conservación del patrimonio natural y arqueológico, el acceso a cuevas está regulada por la ley 11/1998, de Patrimonio Cultural de Cantabria, . 
Las normativas y requisitos para obtener permisos de visita varían según la cavidad y su interés arqueológico.

### Cavidades sin interés arqueológico:
Desde 2017 algunas cavidades han sido catalogadas como de "no interés arqueológico", lo que las exime de solicitar un permiso previo para su visita. Una lista de estas cavidades se puede encontrar en la web de la Federación Cántabra de Espeleología.  Esta lista se amplió en octubre de 2020 con una nueva resolución.
Sin embargo, es obligatorio notificar al 112 antes de acceder a estas cuevas, proporcionando información como:
- Nombre de la cueva.
- Matrícula del vehículo.
- Número de personas que ingresarán.
- Teléfono de contacto.
- Hora estimada de salida.

Esta medida busca mejorar la seguridad y facilitar una respuesta rápida en caso de emergencia.

### Cavidades con interés arqueológico:
Para las cuevas consideradas de interés arqueológico, es necesario obtener una autorización de la Consejería de Cultura, Turismo y Deporte del Gobierno de Cantabria. El procedimiento implica presentar una solicitud detallada que incluya:
- Datos del solicitante o grupo.
- Objetivo de la visita o exploración.
- Fechas propuestas.
- Medidas de conservación y seguridad previstas.

### Zonas de exploración asignadas:
Para optar a explorar cavidades en la Comunidad de Cantabria se debe tener el permiso de la Consejería de Cultura, Turismo y Deporte del Gobierno de Cantabria.
La Federación Cántabra de Espeleología gestiona la asignación de zonas de exploración para clubes y grupos espeleológicos. Para obtener un permiso anual de exploración en una zona específica, se necesita presentar una solicitud que detalle el proyecto de exploración y cumplir con las normativas establecidas.
La Federación estudia las propuestas y en caso de emitir un informe favorable, dicho grupo puede solicitar permiso de exploración anual a la consejería.
Anualmente, al terminar la campaña, se debe entregar un informe con los resultados de exploración obtenidos. Este informe es parte de los documentos que la Federación Cántabra y la consejería valorará si el grupo opta a la renovación de zona. Las memorias anuales de los grupos que forman el Colectivo del Alto del Tejuelo están disponibles en su web.
Un mapa con las zonas asignadas se puede encontrar en la web de la Federación Cántabra de Espeleología.

## Bioespeleología
La fauna cavernícola en el sistema Alto del Tejuelo es muy abundante, especialmente en el río de los Troglobios, afluente del río Eulogio que transcurre a lo largo de toda la Torca Grande de la Mazuela (Torca del Plan B). Se han recogido varias muestras para su estudio.
1 Arthropoda Hexapoda de la Família Chironomidae.  Se trata de un díptero volador muy pequeño de color blanco. Se ha recogido un ejemplar que está pendiente de estudio.

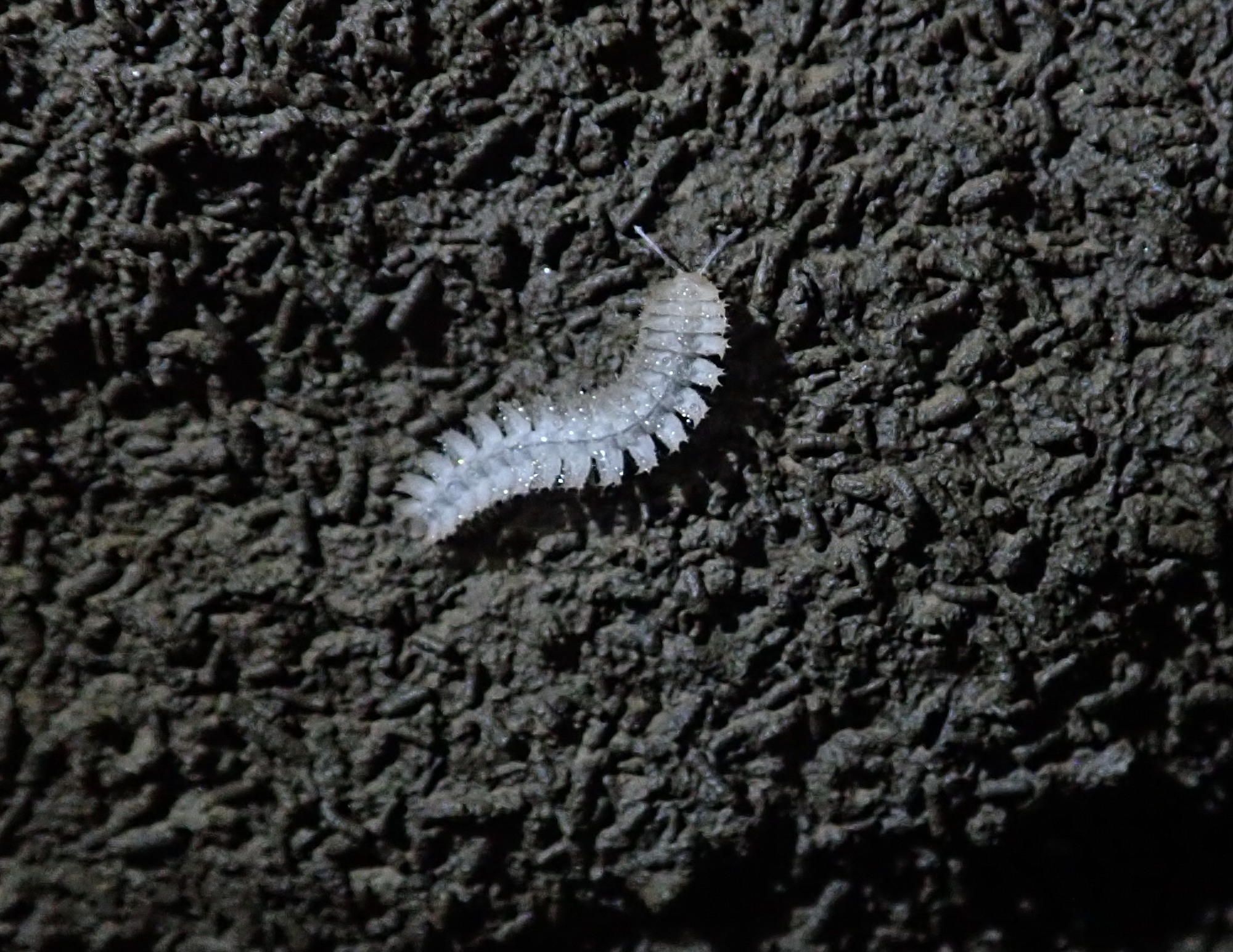
Ejemplar de Cantabrodesmus Lorioli en el río de los troglobios

2 Arthropoda Myriapoda de la Família Chelodesmidae. Se ha atribuido éste polidésmido a la especie Cantabrodesmus Iorioli (Mauriès, 1971). Es endémico de Cantabria y se encuentra en hábitats cavernícolas profundos y exclusivos del Alto Asón-Miera.

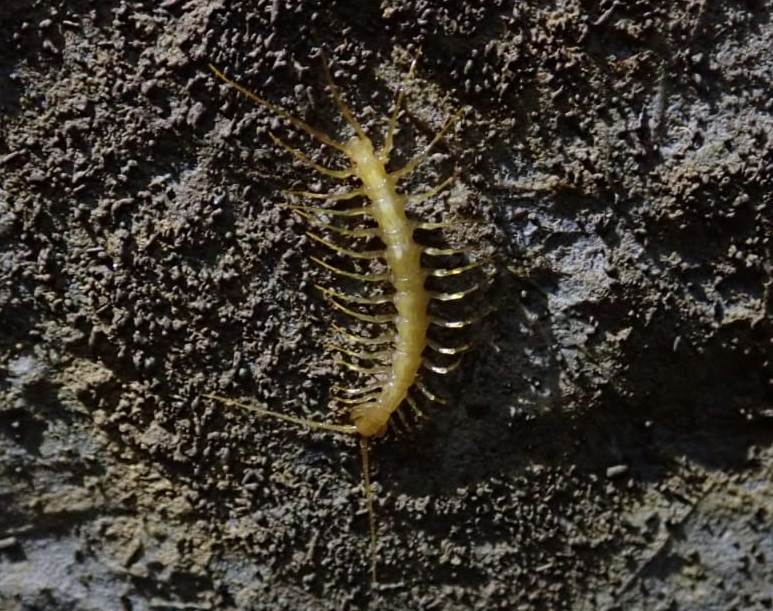
Lithobius avistado en el Sistema Alto del Tejuelo

3 Arthropoda Myriapoda de la Família Lithobiidae. Posiblemente se trate de la especie Lithobius lorioli (Demange, 1962). Este Lithobiomorpha es endémico de la cordillera cantábrica. Se trata de un gran depredador del mundo subterráneo que se le ha visto devorando a un Cantabroniscus primitivus así como a uno de sus congéneres, por lo que posiblemente en épocas de escasez adopte la estrategia del canibalismo.

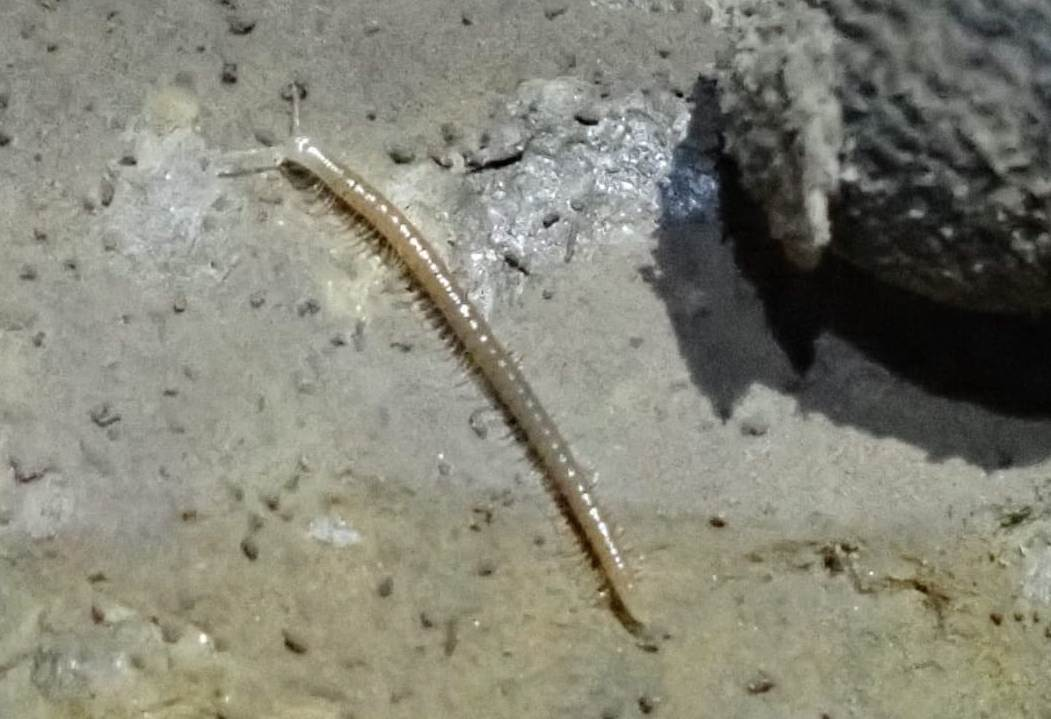
Mesoiulus avistado en el sistema Alto del Tejuelo

4 Arthropoda Myriapoda de la Família Julidae. Falta confirmar la especie pero podría tratarse posiblemente de Mesoiulus derouteae (Mauriès 1971). Este julido de la clase de los diplopodos (milpiés), posee varios géneros endémicos en la Península Ibérica.
5 Arthropoda Chelicerata de la Familia Ischyropsalididae. Concretamente se trata de la especie Ischyropsalis gigantea (Dresco, 1968). Este Opilión es un troglobio exclusivo de las cuevas del macizo del Porracolina-Valle del Asón.

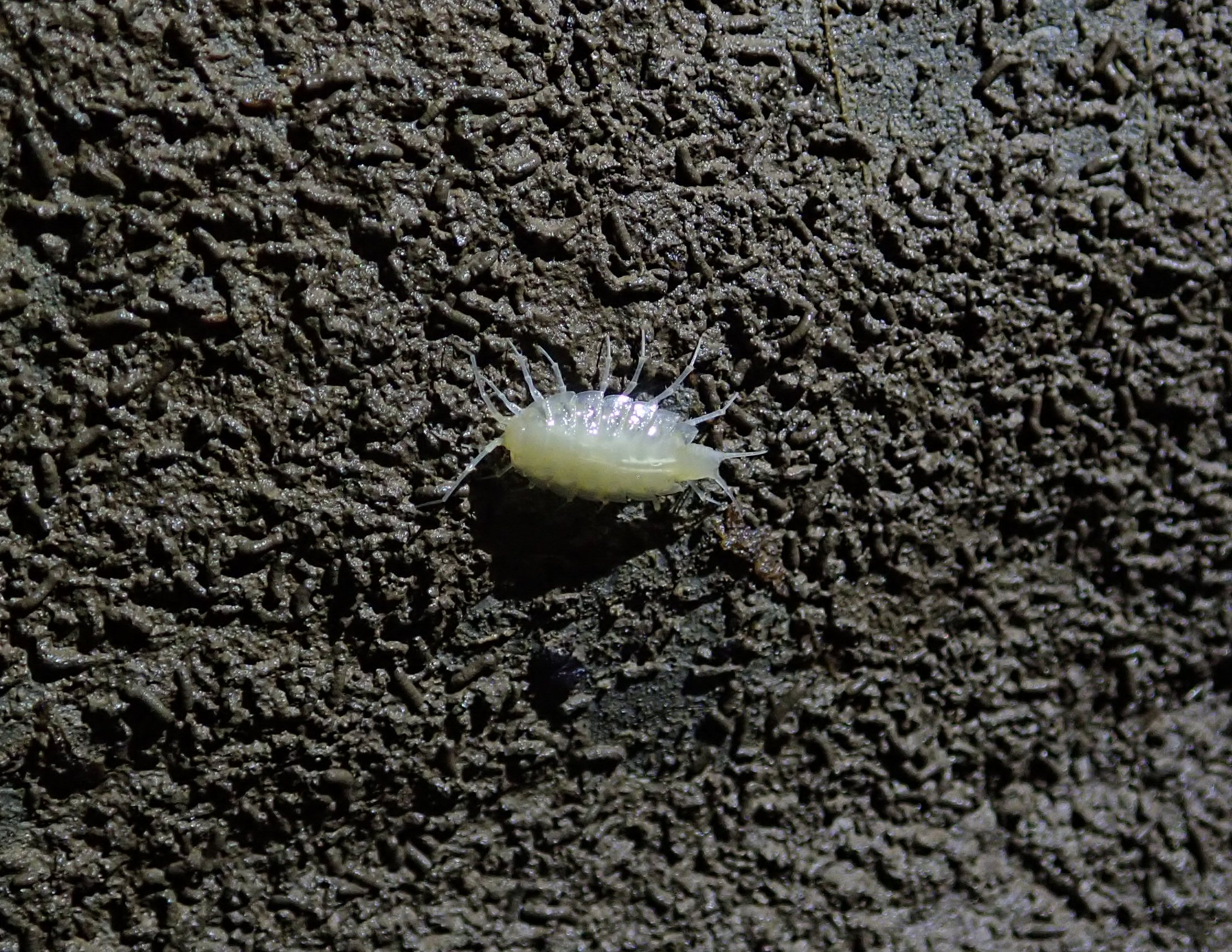
Ejemplar de Cantabroniscus primitivus en el río de los troglobios

6 Arthropoda Crustacea de la Família Trichoniscidae (1). Especie clasificada como Cantabroniscus primitivus (Vandel, 1965). Este isópodo es endémico del norte de la España peninsular.
7 Artropoda Hexapoda de la Família. La clasificación preliminar solo permite llegar a nivel de género Pseudosinella sp. A este Colémbolo se le ha visto encima de unas piedras, en el río de los Troglobios de la Torca Grande de la Mazuela.
8 Artropoda Hexapoda de la Familia Leiodidae. Solo se dispone de una foto desenfocada, en la cual no se puede llegar a determinar el género. A este Coleóptero se le ha visto en el nivel fósil de la Torca Grande de la Mazuela.
9 Mollusca Conchifera de la Clase Gastropoda. A éste Ortogasterópodo se le ha visto en paredes forradas de barro, uno o dos metros por encima los ríos subterráneos, donde probablemente se alimenta de la materia orgánica que contiene el sedimento. Se trata de un gasterópodo de apenas 2 milímetros de color trasparente blanquecino. La clasificación preliminar solo permite llegar a nivel de género Zospeum sp.

## Retos y futuras exploraciones
El alcance actual del sistema se limita a la zona de absorción. Las dos redes activas encontradas todavía tienen un recorrido hasta salir a los valles. Por el momento el avance hacia las surgencias se han visto truncados por sifones. Por lo tanto, el reto más inmediato sería encontrar una conexión aérea que una el sistema a la parte fósil de las surgencias.